# Henry Morton (Chemiker)

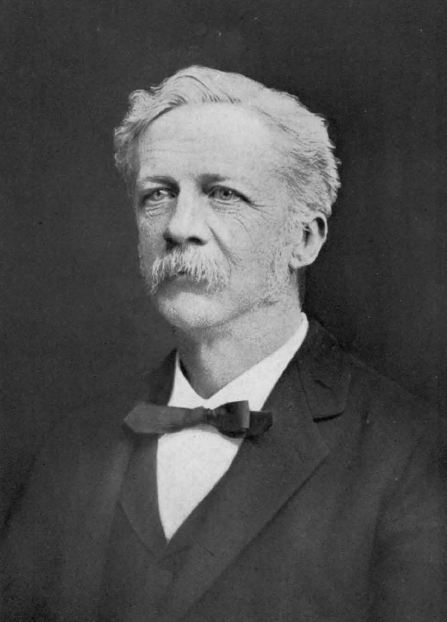
Henry Morton

Henry Morton (* 11. Dezember 1836 in New York City, New York; † 9. Mai 1902 in Hoboken, New Jersey) war ein US-amerikanischer Naturwissenschaftler (Chemie und Physik). Er war der erste Präsident des Stevens Institute of Technology.

## Leben und Wirken
Henry Morton erwarb an der University of Pennsylvania 1857 einen Master, nachfolgend den Sc.D. und begann zunächst juristische Studien. 1860 erhielt er aber eine Stelle als Lehrer für Chemie und Physik an der Episcopal Academy of Philadelphia, wo er selbst Schüler gewesen war. 1863 hielt er vielbeachtete Vorträge und Präsentationen naturwissenschaftlicher Experimente am Franklin Institute. Im selben Jahr gehörte er zu den Gründern des Philadelphia Dental College und wurde dort Professor für Chemie, 1864 wurde er ständiger Sekretär des Franklin Institute und er war von 1867 bis 1870 Herausgeber des Journal of the Franklin Institute. 1867 erhielt Morton eine Professur für Physik und Chemie an der University of Pennsylvania (Vertretung für John F. Frazer), später nur noch für Chemie. 1870 wurde er Gründungspräsident des Stevens Institute of Technology, das er zu einer führenden Einrichtung unter den technischen Universitäten des Landes machte.
1859 war Morton an einer Publikation zur Übersetzung des Steins von Rosette beteiligt, für die er unter anderem vielbeachtete Lithografien beitrug. Morton führte 1869 die photographische Abteilung einer Expedition zu einer Sonnenfinsternis in Iowa. Er konnte zeigen, dass eine abgebildete Linie zwischen Sonne und Mond durch eine chemische Reaktion während der Entwicklung des Bildes entstand und nicht ein Beugungsphänomen war, wie bis dahin vermutet. Auch war er Mitglied einer von Henry Draper organisierten Expedition zu einer Sonnenfinsternis 1878 in Wyoming. Morton veröffentlichte zu Absorptionsspektra von Uransalzen und Pyren. Er veröffentlichte mit A. R. Leeds das Lehrbuch Students’ Practical Chemistry und schrieb Fachartikel über Elektrizität und Fluoreszenz für mehrere Enzyklopädien. Bei Patentstreitigkeiten mit Aspekten der Chemie gab er wegweisende Gerichtsgutachten ab.
1867 wurde Morton in die American Philosophical Society, 1874 in die National Academy of Sciences und 1875 in die American Association for the Advancement of Science gewählt. Er erhielt 1869 ein Ehrendoktorat des Dickinson College, 1871 der Princeton University, 1897 der University of Pennsylvania. Von 1878 bis 1886 war er Mitglied des United States Light House Board, für das er Arbeiten über Nebelhörner, Leuchtbojen oder Feuerlöscher verfasste.
Henry Morton war seit 1863 mit Clara Whiting Dodge verheiratet.